# Wspólnota Ducha Świętego
Wspólnota Ducha Świętego (ang. Holy Ghost People) – amerykański thriller z gatunku dramat z 2013 roku w reżyserii Mitchella Altieriego. Wyprodukowana przez XLrator.
Premiera filmu miała miejsce 10 marca 2013 roku w Stanach Zjednoczonych.

## Opis fabuły
Dziewiętnastoletnia dziewczyna Charlotte (Emma Greenwell) wyrusza na poszukiwania siostry, która zaginęła. Przypuszcza, że dziewczynę uprowadziła sekta z Appalachów. Towarzyszy jej były żołnierz, alkoholik Wayne (Brendan McCarthy). Trop prowadzi ich do tajemniczego kościoła.

## Obsada
Źródło: Filmweb
- Emma Greenwell jako Charlotte
- Joe Egender jako brat Billy
- Brendan McCarthy jako Wayne
- Cameron Richardson jako siostra Sheila
- Donald Patrick Harvey jako brat Sherman
- Roger Aaron Brown jako brat Cole
- James Lowe jako uśmiechnięty konstabl
- Jason Benjamin jako brat Edgar
- Jalen Camp jako Mordecai
- Jayne Entwistle jako siostra Nancy
- Buffy Charlet jako Liz

i inni.